# Спирали Куршмана

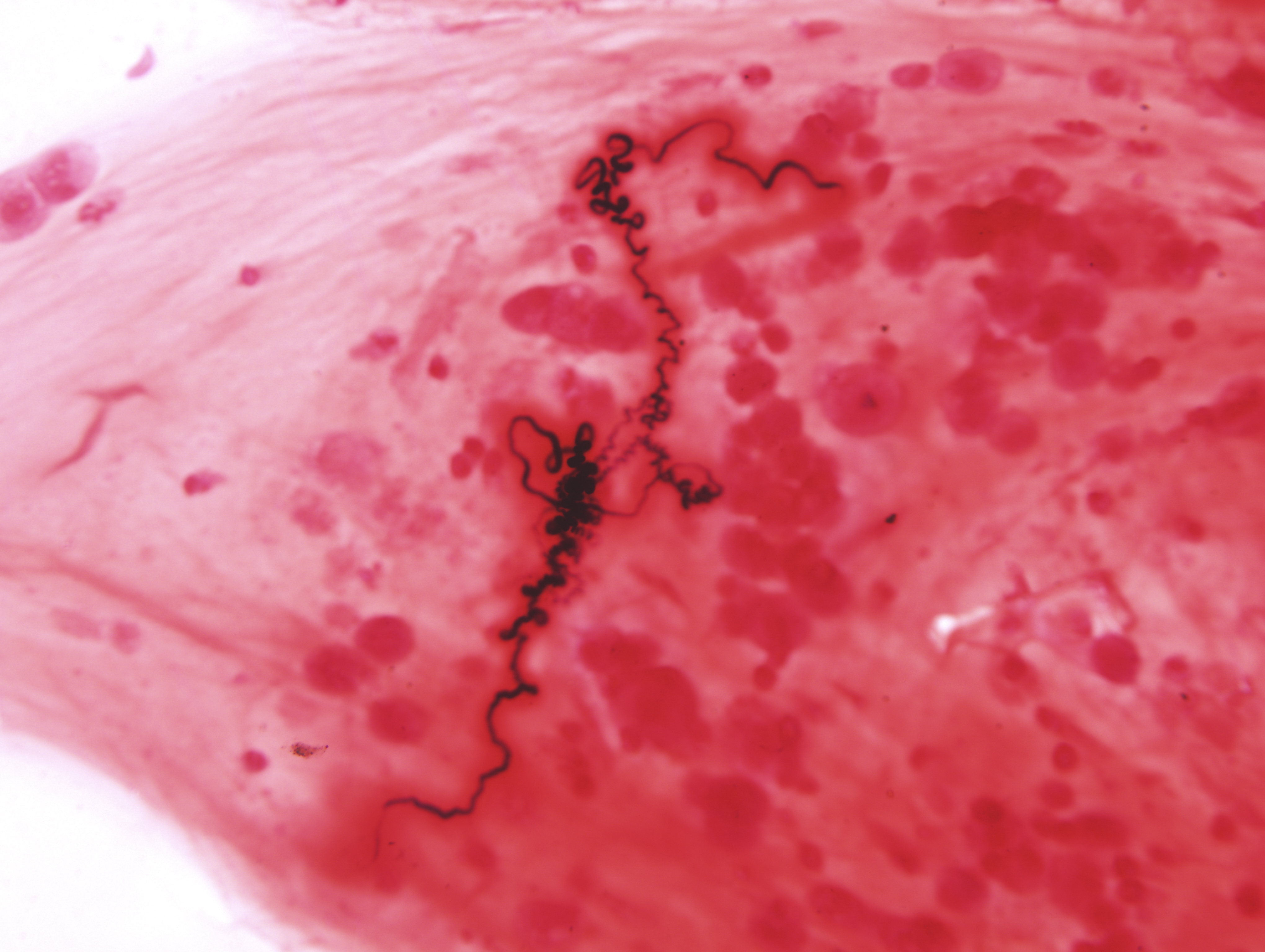
Спирали Куршмана

Спирали Куршмана (по имени немецкого врача Г. Куршмана, 1846–1910) — штопоровидные, извитые нити белого или прозрачного цвета, образованные из муцина, обнаруживаемые при микроскопии мокроты.
Образуются в бронхиолах во время кашля при наличии в них спазма и вязкой слизи. Во время кашлевого толчка вязкая слизь выбрасывается в просвет более крупного бронха, закручиваясь спиралью.
Встречается при обструктивных заболеваниях бронхов с затруднением выведения мокроты (бронхиальная астма, пневмония, абсцесс лёгкого).